# 231st Street (métro de New York)
231st Street est une station, établie en aérien, de la ligne d'infrastructure IRT Broadway-Seventh Avenue du métro de New York. Elle est située à l'intersection West 231st Street & Broadway, sur le quartier Kingsbridge (en), dans l'arrondissement du Bronx, de la ville de New York aux États-Unis.
La station, mise en service en 1907, est desservie 24h/24 par les rames du service desserte Ligne 1 du métro de New York.

## Situation sur le réseau

Plan du métro de New York (2009)

## Histoire
.

## Services aux voyageurs

### Desserte

installations et desserte
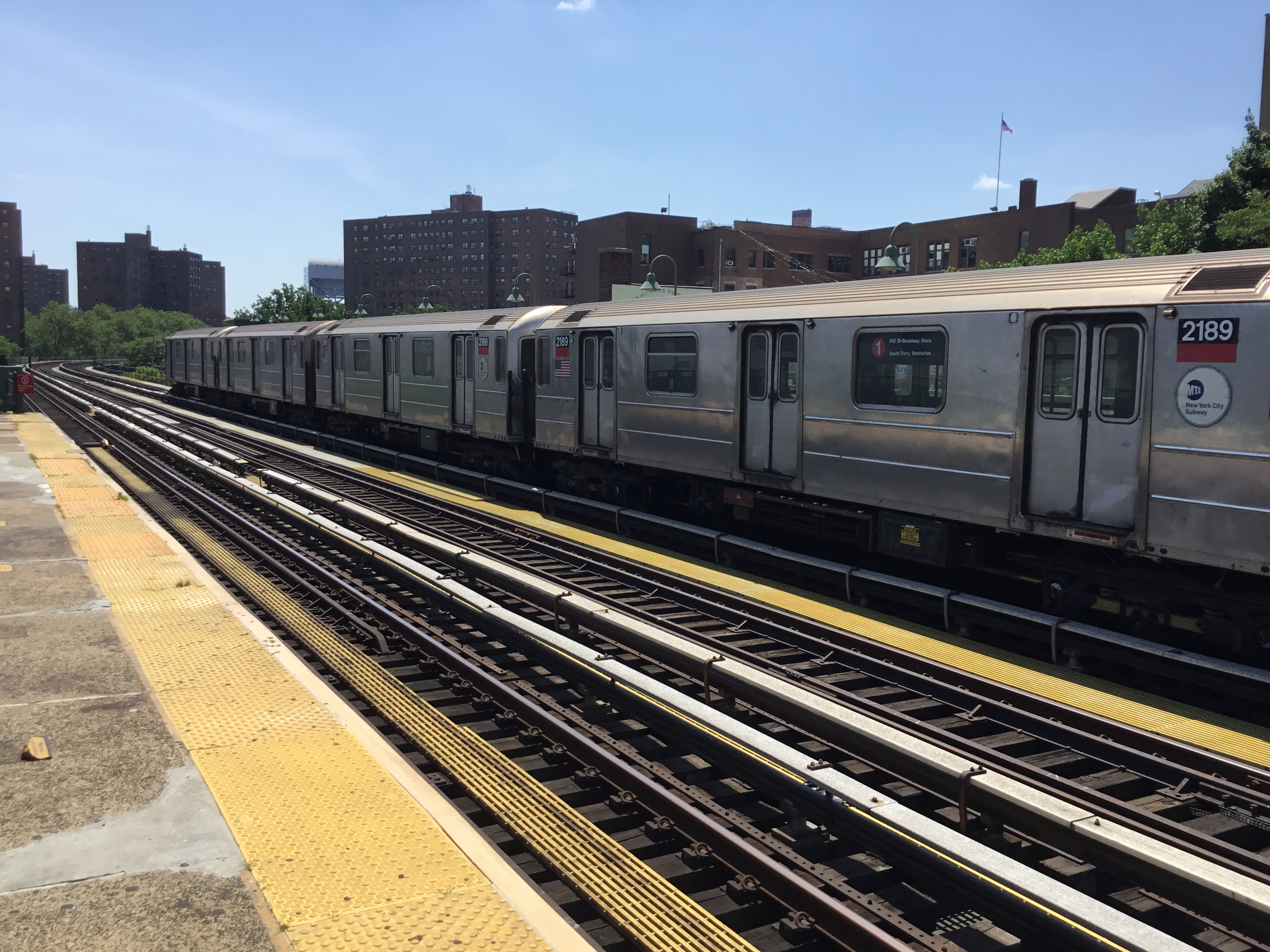
En 2022.
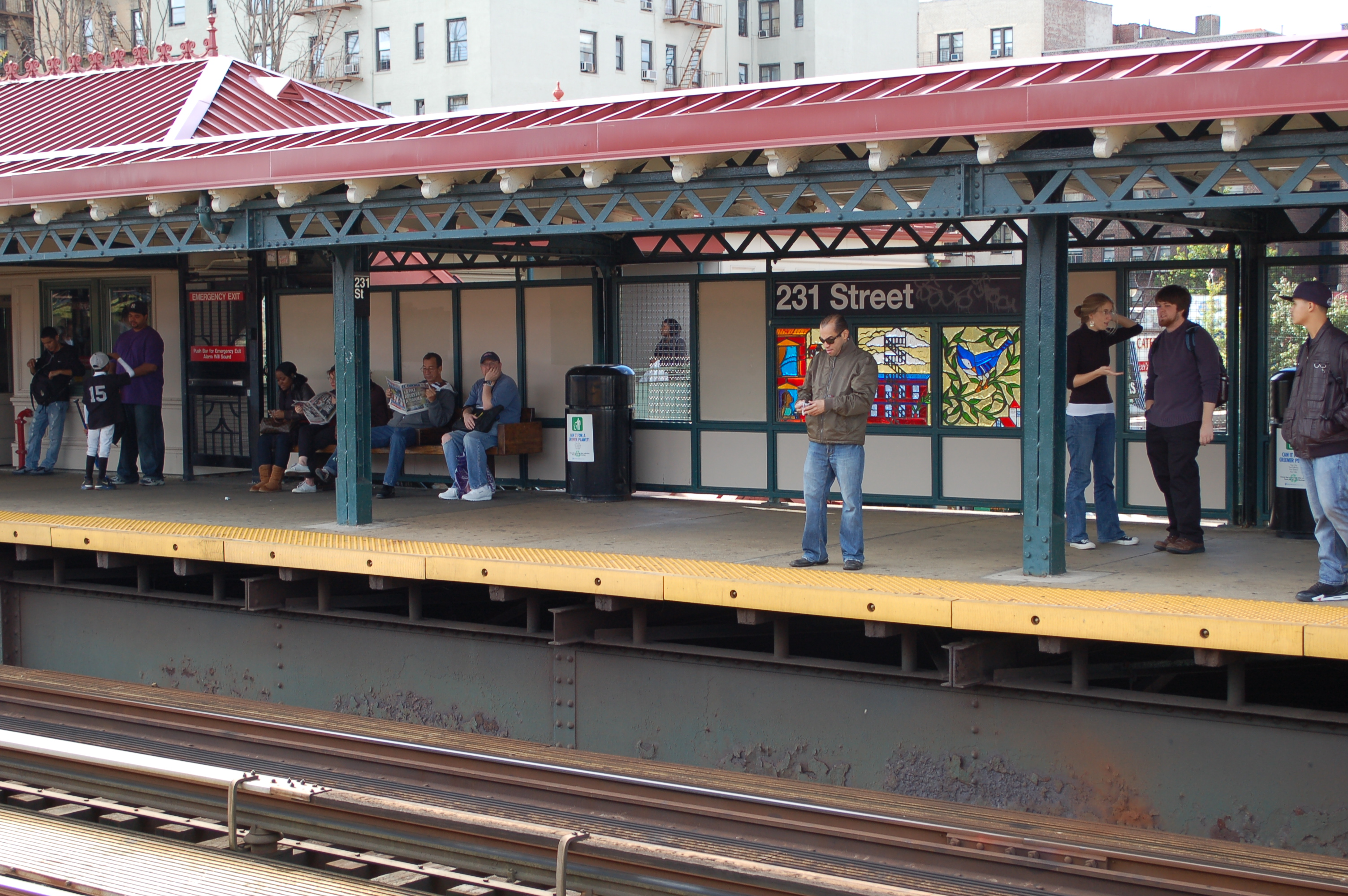
En 2009.
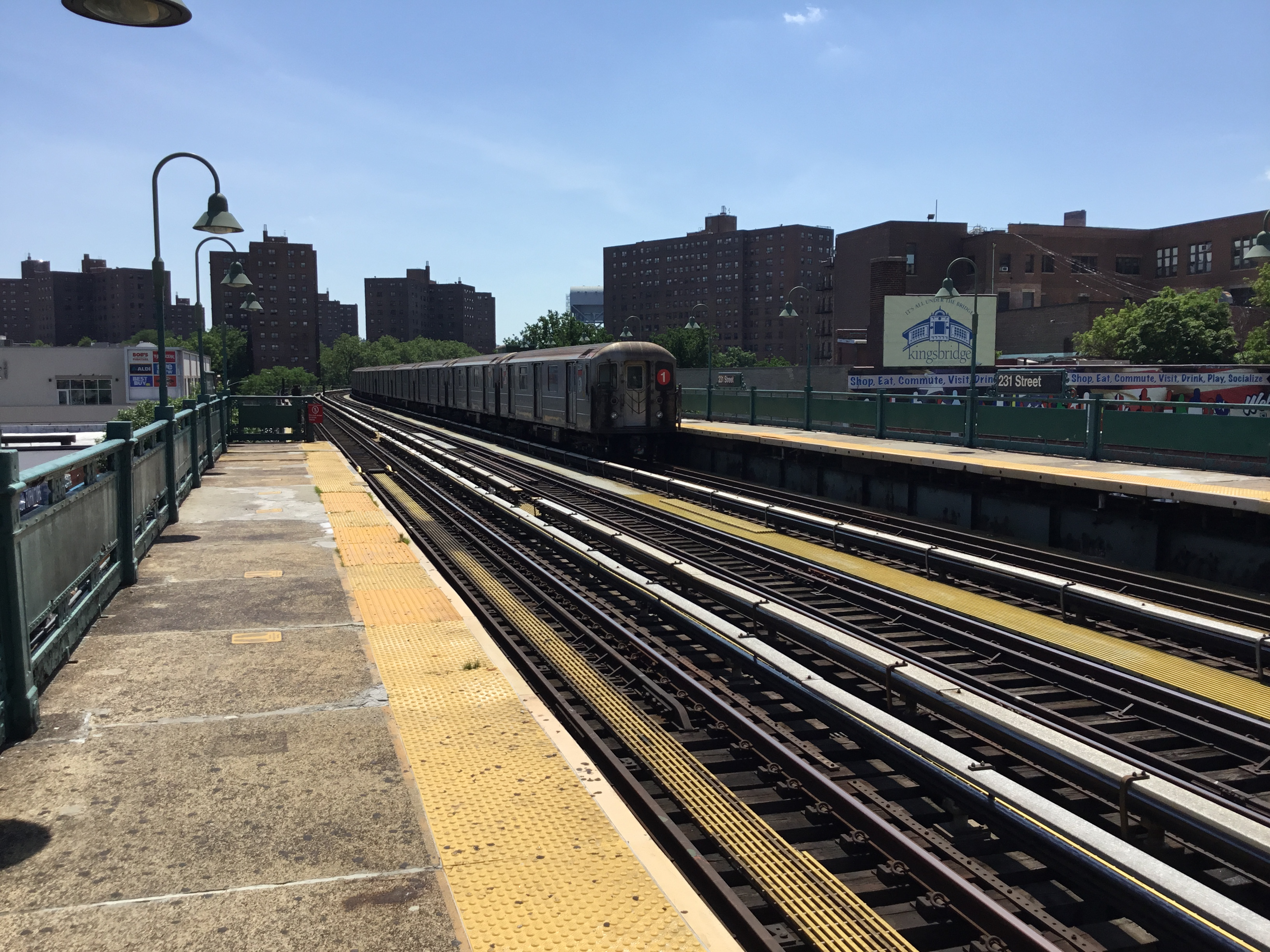
En 2022.